# Gunnar Hammarlund (politiker)
Gunnar Scriver Einar Hammarlund, född 23 november 1877 i Örebro, död 11 september 1943 i Bromma i Stockholm, var en svensk politiker (folkpartist), partisekreterare i Folkpartiet 1936–1943.